# 唐韋星
唐 韋星（とう いせい、唐 韦星、1993年1月15日 - ）は、中国の囲碁棋士。貴州省貴陽市出身、中国囲棋協会に所属、九段。三星火災杯世界囲碁マスターズ、応昌期杯世界プロ囲碁選手権戦で優勝など。

## 経歴
5歳で囲碁を学び、7歳の時に北京で聶衛平囲碁道場に入門。2005年黄河杯全国業余囲棋大奨戦と晩報杯全国業余囲棋選手権戦で優勝、世界青少年囲碁選手権大会青年組準優勝。2006年晩報杯2連覇、世界アマチュア囲碁選手権戦では7勝1敗の同率1位だったが勝点差で準優勝。2006年初段。2007年二段、甲級リーグに新興地産チームで初出場。2008年リコー杯新秀戦ベスト4。2009年三段。2010年に全国個人戦で3位。2011年招商銀行杯ベスト8、BCカード杯世界囲碁選手権出場、甲級リーグ13勝5敗で最優秀新人賞。2012年天元戦ベスト4、中信銀行杯ベスト8、百霊愛透杯で準決勝に進むが陳耀燁に1-2で敗れる。
2013年理光杯準優勝、三星火災杯準決勝で時越を2-1、決勝で李世乭を2-0で破り優勝、これにより九段昇段。2014年西南王戦優勝、三星火災杯準優勝。2015年西南王戦2連覇。2016年応昌期杯で朴廷桓を3-2で破り優勝。2017年、三星火災杯準優勝。2019年三星火災杯で2度目の優勝。
2014年甲級リーグで大連チームで優勝。中国棋士ランキングでは2012年16位、2015年4月5位、2016年3月3位。

### タイトル歴
国際棋戦
- 三星火災杯世界囲碁マスターズ 2013、2019年
- アジアインドア・マーシャルアーツゲームズ 男子個人戦 2013年
- 金立智能手机杯海峡両岸囲棋冠軍争覇戦 2015、16年
- 応昌期杯世界プロ囲碁選手権戦 2016年

国内棋戦
- 西南王戦 2014、15年
- 太陽谷避暑季四城市囲棋嶺鋒対決戦 2014年
- 全国智力運動会男子個人戦 2015年
- 洛陽白雲山杯囲棋世界冠軍招待戦 2016年

### 他の棋歴
国際棋戦
- 三星火災杯世界囲碁マスターズ 準優勝 2014、17年、ベスト4 2015、2018年、ベスト8 2016年
- 春蘭杯世界囲碁選手権戦 準優勝 2021年、ベスト4 2022年
- 百霊愛透杯世界囲碁オープン戦 ベスト4 2012年（○周俊勲、○黄雲嵩、○朴正祥、○党毅飛、1-2陳耀燁）
- Mlily夢百合杯世界囲碁オープン戦 ベスト8 2015年
- アジアインドア・マーシャルアーツゲームズ 男子団体戦準優勝 2013年
- 金立智能手机杯海峡両岸囲棋冠軍争覇戦 2014年3位
- 鳳凰古城世界囲棋嶺鋒対決 2015年 ×金志錫
- 招商地産杯中韓囲棋団体対抗戦 2014年 2-0（○李志賢、○崔哲瀚）
- 国手山脈杯中韓団体対抗戦 2014年 1-2（×金昇宰、×金顕燦、○姜東潤）
- IMSAエリートマインドゲームズ
  - 2016年 男子団体戦準優勝、男女ペア戦準優勝（於之瑩とペア）
  - 2017年 男子団体戦準優勝、男女ペア戦準優勝（陸敏全とペア）
- 日中韓ペア碁名人選手権 2016年優勝（於之瑩とペア）
- 農心辛ラーメン杯世界囲碁最強戦 2020年 1-1（○芝野虎丸、×申眞諝）

国内棋戦
- リコー杯囲棋戦 準優勝 2013年
- 阿含・桐山杯中国囲棋快棋公開戦 準優勝 2014年
- 中国囲棋天元戦 挑戦者 2016年
- 全国囲棋個人戦 2010年3位
- 西南王戦 準優勝 2018、22、23年
- 全国運動会 2017年男子個人戦4位
- 中国紹興（嵊州）王中王囲棋争覇戦 準優勝 2020年
- リコー杯囲棋混双戦 優勝（於之瑩とペア）
- 全国智力運動会 2015年男子団体戦3位
- 中国囲棋甲級リーグ戦
  - 2007年（新興地産）1-1
  - 2008年（新興地産）0-2
  - 2009年（新興地産）9-6
  - 2010年（遼寧眠華島）12-9
  - 2011年（遼寧眠華島）13-5
  - 2012年（遼寧眠華島）13-9
  - 2013年（遼寧眠華島）10-11
  - 2014年（大連上方衡業）10-10
  - 2015年（華泰証券江蘇）8-10
  - 2016年（珠海万山）5-13
  - 2017年（珠海万山）13-11
  - 2018年（天津四建）14-12
  - 2019年（加加食品天津）7-8
  - 2020年（山西華艦元工）7-7
  - 2021年（加加食品天津）7-7
  - 2022年（加加食品天津）4-8
  - 2023年（加加食品天津）7-8
  - 2024年（山西元工弘奕）3-8